# Агесилай (сын Архидама III)
Агесилай (др.-греч. Ἀγησίλαος) — спартанский аристократ из царской династии Еврипонтидов.
Агесилай был сыном спартанского царя Архидама III из династии Еврипонтидов и, соответственно, братом царей Агиса III и Эвдамида I. По мнению Г. Берве, Агесилай был младшим из братьев. В. Хеккель отмечал, что Плутарх при описании генеалогии Агиса IV упоминает лишь двух сыновей Архидама III. Историк предположил, что античный автор упустил Агесилая так как он никогда не правил и не являлся предком Агиса IV.
Единственное упоминание Агесилая в античных источниках содержится у Арриана при описании событий 333/332 года до н. э. Агис III, который готовился к войне с Македонией, отправил 10 трирем, которые получил от персидского военачальника Автофрадата, под командованием Гиппия к Тенару, где с войском наёмников на тот момент находился Агесилай. Агесилаю было поручено выплатить жалованье матросам из тех 10 талантов, которые предоставили персы, после чего отплыть на Крит.
Крит занимал ключевое место в планах Агиса III подготовки войны с Македонией. Остров находился вне подконтрольного македонянам Коринфского союза, на него бежали наёмники после поражений в битвах с Александром Македонским в Азии, что позволило спартанскому царю собрать большое войско. Какую роль сыграл Агесилай в превращении Крита в тыловую базу спартанцев, неизвестно.
По одной из версий, Агесилай умер или погиб до битвы при Мегалополе 331 года до н. э.